# أنطونيو توليدو فالي
أنطونيو توليدو فالي (بالإسبانية: Antonio Toledo Valle)‏ (1953 في السلفادور - 2000) هو لاعب كرة قدم سلفادوري في مركز الهجوم. شارك مع منتخب السلفادور لكرة القدم.